# Sankichi Tōge
Sankichi Tōge (峠 三吉?; Osaka, 19 febbraio 1917 – 10 marzo 1953) è stato un poeta giapponese.

## Biografia
Nacque ad Osaka (大阪?) come un figlio cadetto di Kaichi Tōge (峠 嘉一?), produttore di mattoni. Sua madre Sute (ステ?) soleva chiamarlo non Sankichi bensì Mitsuyoshi, secondo una pronunzia alternativa dei due caratteri Kanji (漢字?) del nome di lui, in quanto le suonava più robusta e da maschio. Cagionevole fin dall'infanzia, Sankichi soffriva di asma e di vomito frequente. Si mise a comporre poesie quando era studente alla scuola di commercio di Hiroshima (広島?), dove conseguì diploma nel 1935 e cominciò a lavorare presso un'azienda di gas della città. Nello stesso anno gli fu diagnosticata la tubercolosi polmonare. Nel 1942 fu battezzato nella Chiesa cattolica. Il 6 agosto 1945 subì il bombardamento atomico a Hiroshima, a 3 chilometri circa dall'epicentro d'esplosione. Nel 1949 si iscrisse al Partito comunista giapponese (日本共産党?). Morì a 36 anni di età nella sala operatoria di un ospedale di Hiroshima,,,.

## Opere
La sua raccolta Poesie della bomba atomica (原爆詩集, Genbaku shishū?), pubblicata per la prima volta nel settembre 1951 e completata più tardi è la sua opera più conosciuta nel mondo, soprattutto per il testo dell'introduzione all'intera opera:

| Testo originale giapponese | Traslitterazione italiana | Traduzione italiana |
| --- | --- | --- |
| ちちをかえせ ははをかえせ としよりをかえせ こどもをかえせ わたしをかえせ わたしにつながる にんげんをかえせ にんげんの にんげんのよのあるかぎり くずれぬへいわを へいわをかえせ | chichi wo kaese haha wo kaese toshiyori wo kaese kodomo wo kaese watashi wo kaese watashi ni tsunagaru ningen wo kaese ningen no ningen no yo no aru kagiri kuzurenu heiwa wo heiwa wo kaese | Restituiscimi mio padre e mia madre, Restituiscimi i miei nonni e le mie nonne Restituiscimi i miei figli Restituiscimi me Restituiscimi tutti gli esseri umani legati a me Fino a che vivrà il genere umano, del genere umano Restituiscimi la pace La pace che giammai cadrà. |